# Stanisław Stapf
Stanisław Stapf (ur. 26 października 1907, zm. 17 marca 1986 w Toruniu) – nauczyciel, reżyser, organizator życia kulturalno-oświatowego.
Studiował na Uniwersytecie Jagiellońskim w Krakowie i Uniwersytecie Adama Mickiewicza w Poznaniu. Był nauczycielem języka polskiego w szkołach średnich Grudziądza, Bydgoszczy i Torunia. Podczas II wojny światowej został wzięty do niewoli, do 2 maja 1945 przebywał w obozach: Oflag II A Prenzlau, II E/K Neubrandenburg, II D Gross Born, Sandbostel, Lubeka. Jako jeniec prowadził działalność kulturalno-oświatową, organizował teatr obozowy, pełniąc funkcje reżysera, scenografa i aktora.
W 1950 został kierownikiem Teatru Lalki i Aktora „Baj Pomorski” w Toruniu. Przyczynił się do przebudowy i modernizacji teatru oraz zwiększenia zespołu aktorskiego. W 1963 objął stanowisko dyrektora i kierownika artystycznego Teatru Lalek „Chochlik” we Wrocławiu. Tam utworzył w 1967 Studium Aktorskie Teatrów Lalkowych (od 1972 Wydział Lalkarski Państwowej Wyższej Szkoły Teatralnej w Krakowie). W 1975 przeszedł na emeryturę, ostatnie lata życia spędził w Toruniu.